# K8
K8 — x86-совместимая микроархитектура центрального процессора, разработанная корпорацией AMD. Впервые представлена 22 апреля 2003 года: были выпущены первые процессоры Opteron, предназначенные для серверного рынка. На основе этой микроархитектуры выпускались семейства микропроцессоров Opteron, Athlon 64, Athlon 64 X2, Turion 64. Является кардинально переработанным, значительно улучшенным и расширенным вариантом микроархитектуры предыдущего поколения AMD K7. В новых процессорах удалось преодолеть ряд проблем, являвшихся ахиллесовой пятой K7, а также внесён ряд принципиально новых решений.

## Основные тезисы
Микропроцессоры K8 являются суперскалярными, мультиконвейерными процессорами с предсказанием ветвлений и спекулятивным исполнением. Как и процессоры AMD K7 и Intel P6, они теоретически способны исполнять до 3 инструкций за один такт. Как и любой современный x86-процессор, K8 вначале перекодирует внешний сложный CISC набор x86 инструкций во внутренние RISC-подобные микрооперации, которые, в свою очередь, уже идут на исполнение. Для повышения производительности в рамках микроархитектуры реализовано спекулятивное исполнение с предсказанием ветвлений и запуском микроопераций Out-of-Order; для снижения влияния зависимостей по данным используются техники переименования регистров, Result forwarding и ряд других.

## Конвейер K8
В микроархитектуре K8 используется конвейер с 12 стадиями, значительная часть которых приходится на декодер инструкций.

### Выборка и декодирование инструкций
Основная проблема декодирования инструкций x86 заключается в том, что они имеют различную длину (от 1 до 15 байт). В K8 эта проблема решается путём разделения процесса разметки потока инструкций и собственно декодирования на две отдельные подзадачи исполняемые в разных блоках процессора. Дело в том, что перед помещением в кэш первого уровня для инструкций (L1I) проходят через процедуру предекодирования в темпе по 4 байт инструкций за такт. А информация о разметке помещается в специальный массив тегов ассоциированный с L1. Благодаря этому упрощается дальнейшее, рабочее декодирование и сокращается конвейер. Такое решение является уникальным, так как в иных процессорах x86 (за исключением K7) используются иные техники решения этой проблемы. Так, в процессорах Intel P6 разметка осуществляется «на лету», а в Intel NetBurst инструкции проходят декодирование до сохранения в L1 (вместо стандартного кэша инструкций используется специальная, довольно сложная структура, хранящая уже декодированные микрооперации — кэш трасс).
K8 располагает двухканальным наборно-ассоциативным кэшем полезным объёмом 64 Кбайт со строкой равной 64 байт. Однако, помимо собственно инструкций, в процессоре также хранится массив тегов разметки — 3 бит на один байт L1, то есть порядка 21 Кбайт, а также дескрипторы предсказателя ветвлений — порядка 8 Кбайт.
Из L1 инструкции выбираются сразу 16-байтными блоками, которые отправляются одновременно, через специальный буфер (fetch-буфер), на исполнительный конвейер и в блок предсказания ветвлений (branch predictor). В предсказателе ветвлений блок инструкций анализируется с использованием специального буфера адресов переходов (BTB) размером 2048 записей и ассоциированных с ним таблиц истории переходов (BHT) полной ёмкостью 16К записей, а также некоторых вспомогательных устройств. В случае если в блоке инструкции содержался переход, то выборка следующего блока будет выполнена уже с предсказанного адреса. К сожалению, branch predictor — слишком сложное устройство, чтобы работать в полном темпе процессора, поэтому все предсказания выполняются с латентностью 2 такта, то есть, если процессор встречает переход, то следующая выборка из L1 будет выполнена только через такт. В большинстве случаев эта задержка нивелируется тем, что в одном 16-байтном блоке содержится много инструкций, и общий темп выборки является опережающим.
Из fetch-буфера инструкции попадают на декодер. Каждую инструкцию x86 K8 относит к одному из трёх классов:
- DirectPath — инструкции, перекодирующиеся в один МОП;
- DirectPathDouble — инструкции, перекодирующиеся в 2 МОПа; и
- VectorPath — инструкции, декодирующиеся в набор более чем из 2 МОПов.

DirectPath и DirectPathDouble считаются простыми, а VectorPath — сложными. Фактически в K8 имеется 2 различных блока декодеров, работающие параллельно и дополняющие друг друга. Основной блок представляет собой комплекс из трёх простых декодеров, работающих совместно и декодирующих до трёх DirectPath- и DirectPathDouble-инструкций за такт в любой комбинации. Второй блок занимается исключительно VectorPath-инструкциями и декодирует по одной такой инструкции за такт. Когда работает VectorPath-декодер, соответствующие стадии простых декодеров блокируются. Таким образом, декодер K8 можно считать довольно эффективным и производительным устройством, умеющим перекодировать до трёх простых или одной сложной инструкции за такт. В результате декодирования МОПы через промежуточные буферы перепаковываются в специальные группы по три МОПа в группе (лайны). МОПы в группе следуют строго в порядке изначального кода программы, перестановка не производится. МОПы DirectPath- и DirectPathDouble-инструкций могут смешиваться как угодно (кроме инструкции умножения, которая декодируется в 2 МОПа и всегда помещается в один лайн), МОПы одной DirectPathDouble-инструкции даже могут быть расположены в разных лайнах, но все МОПы VectorPath-инструкций должны следовать в целом числе групп и не могут смешиваться с МОПами от простых инструкций, что ведёт к некоторой фрагментации и неполному заполнению групп, но, впрочем, не является частой ситуацией, так как абсолютное большинство инструкций в K8 являются простыми.

### Исполнение и отставка
Интересной особенностью K8 является то, что процессор внутри себя оперирует целыми группами по 3 МОПа, что позволяет значительно уменьшить количество управляющей логики процессора. В процессорах Intel, хотя МОПы и идут на некоторых стадиях конвейера группами, но каждый МОП всё равно отслеживается отдельно. Ещё одним большим отличием K8 от процессоров Intel является то, что он отходит от принципа максимального упрощения микроопераций. Дело в том, что система команд x86 CISC содержит большое количество инструкций типа Load-Op (загрузка+исполнение) и Load-Op-Store (загрузка+исполнение+выгрузка). Так как все современные x86-процессоры являются RISC, то такие инструкции внутри процессора разбиваются на большое количество МОПов, каждый из которых выполняет некоторое своё простое действие. Так, инструкция типа add eax, mem; будет разложена, по крайней мере, на 2 МОПа — загрузку из памяти и собственно сложения, то есть количество МОПов, которые необходимо исполнить, может значительно превысить количество исходных x86-инструкций, они заполнят внутренние тракты и буферы процессора, не позволяя добиться скорости в 3 операции за такт.
В процессорах микроархитектуры K7 и K8 разработчики решили обойти эту проблему, сделав МОП двухкомпонентным. Каждый МОП в этих процессорах состоит из двух элементарных инструкций: одна микроинструкция целочисленной либо плавающей арифметики + одна микроинструкция адресной арифметики. Таким образом, инструкции типа Load-Op и Load-Op-Store могут декодироваться в K8 всего в один МОП, что экономит ресурсы процессора и соответственно позволяет повысить эффективность его работы.
При необходимости один из компонентов МОПа может не использоваться и будет заполнен пустышкой. Так, инструкция типа Load будет перекодирована только в один МОП, содержащий только адресную компоненту. Нужно сказать, что в новых процессорах Intel для ряда инструкций типа Load-Op также применён подобный механизм слияния микроопераций в один МОП с последующим его разделением перед запуском МОПа на исполнение, который называется microfusion.
Группа из трёх двухкомпонентных МОПов выходит из декодера и дальше контролируется процессором как единое целое с помощью специального блока — ICU. Группы МОПов проходят стадии переименования регистров и выделения ресурсов, затем размещаются в ROB. В ROB группы инструкций хранятся до момента отставки, отставка инструкций производится сразу всей группой, когда в группе будут исполнены все МОПы, и только в порядке очерёдности, заданной исходной программой. Ёмкость ROB в K8 равна 24 группы, что соответствует 72 МОПам либо 144 микрооперациям. В процессоре K8 используется статическая схема распределения инструкций по исполнительным блокам, то есть, в какую группу ФУ будет запущен МОП, напрямую зависит от положения этого МОПа в группе. Всего в процессоре имеется три планировщика инструкций целочисленной и адресной арифметики по числу МОПов в группе.
Из ROB-инструкции копируются в буферы планировщиков. В процессоре имеется три очереди планировщиков для Int-операций и три для адресных операций, каждая ёмкостью 8 микроопераций. В общем случае из каждой очереди инструкции могут быть запущены на исполнение в ФУ независимо друг от друга и с использованием Out-Of-Order. То есть инструкции направляются в ФУ в том порядке, в котором необходимо процессору. Процессор содержит три 64-битных АЛУ и три AGU, подключённых попарно каждый к своему планировщику.
Планировка и исполнение МОПов плавающей арифметики производится в специальном отдельном устройстве. Для их исполнения процессор содержит одно устройство FMUL, одно FADD и одно FMISC, являющееся вспомогательным.